# Ducklington
Ducklington – wieś w Anglii, w hrabstwie Oxfordshire, w dystrykcie West Oxfordshire. Leży 16 km na zachód od Oksfordu i 99 km na zachód od Londynu. W 2001 miejscowość liczyła 1573 mieszkańców.